# كينيث هيرش
كينيث هيرش (بالإنجليزية: Kenneth A. Hersh)‏ هو مسير أعمال أمريكي، ولد في 1963 في دالاس في الولايات المتحدة.

## وصلات خارجية
- كينيث هيرش على موقع إن إن دي بي (الإنجليزية)